# Kirk Acevedo
Kirk M. Acevedo (New York, 27 november 1971) is een Amerikaans acteur.

## Biografie
Acevedo is geboren in de borough Brooklyn, maar groeide op in de borough The Bronx. Hij was al op jonge leeftijd geïnteresseerd in acteren en ging op de high school drama studeren. Hierna ging hij verder leren voor acteur aan de State University of New York.  Hij is van Puerto Ricaanse/Chinese afkomst. 
Acevedo begon in 1996 met acteren met de film The Sunshine Boys. Hierna heeft hij nog meerdere rollen gespeeld in films en televisieseries zoals The Thin Red Line (1998), Boiler Room (2000), Bait (2000), Band of Brothers (2001), Oz (1997-2003), Law & Order: Trial by Jury (2005-2006) en Fringe (2008-2011).
Acevedo is in 2005 getrouwd met Kiersten Warren en zij hebben samen een kind.

## Filmografie[2]

### Films
Uitgezonderd korte films.
- 2018 Insidious: The Last Key – als Ted Garza
- 2016 12 Monkeys: Recap/Finale – als José Ramse
- 2014 Dawn of the Planet of the Apes – als Carver
- 2011 Collision Earth – als James
- 2006 Invincible – als Tommy
- 2006 5up 2down – als Santo
- 2005 The New World – als Sentry
- 2004 Paradise – als Manny Marquez
- 2000 Dinner Rush – als Duncan
- 2000 Bait – als Ramundo
- 2000 The Visit – als toekomstige vrijgelatene
- 2000 In the Weeds – als Kurt
- 2000 Boiler Room – als handelaar
- 1998 The Thin Red Line – als Tella
- 1998 Arresting Gena – als beller

### Televisieseries
Uitgezonderd eenmalige gastrollen.
- 2017 – 2019 Arrow – als Ricardo Diaz – 27 afl.
- 2015 – 2018 12 Monkeys – als José Ramse – 32 afl.
- 2017 Kingdom – als Dominick Ramos – 8 afl.
- 2015 Agents of S.H.I.E.L.D. – als agent Calderone – 2 afl.
- 2013 – 2014 Blue Bloods – als Javi Baez – 2 afl.
- 2013 The Walking Dead – als Mitch Dolgen – 2 afl.
- 2011 – 2012 Prime Suspect – als rechercheur Luisito Calderon – 13 afl.
- 2008 – 2011 Fringe – als Charlie Francis – 34 afl.
- 2007 The Black Donnellys – als Nicky Cottero – 14 afl.
- 2005 – 2006 Law & Order: Trial by Jury – als Hector Salazar – 13 afl.
- 1997 – 2003 Oz – als Miguel Alvarez – 46 afl.
- 2001 Band of Brothers – als Joseph Toye – 6 afl.
- 2001 Third Watch – als Paulie Fuentes – 2 afl.

### Computerspellen
- 2007 The Darkness – als Jackie Estacado

- Bibliothèque nationale de France: cb155909858 (data)
- International Standard Name Identifier: 0000 0000 4486 2279
- Library of Congress Control Number: no2004073240
- Nationale Bibliotheek van Israël: 987007423854905171
- Système universitaire de documentation: 14084743X
- Virtual International Authority File: 293023312